# Hare Ness
Hare Ness är en udde i Storbritannien.   Den ligger i kommunen Aberdeen City och riksdelen Skottland, i den norra delen av landet, 600 km norr om huvudstaden London.
Terrängen inåt land är platt. Havet är nära Hare Ness åt sydost.  Närmaste större samhälle är Aberdeen, 6,8 km norr om Hare Ness. 